# Egressiv
Egressiv (von lateinisch egressum ‚hinausgegangen‘), exspiratorisch oder pulmonisch bezeichnen in der Phonetik die Lautproduktion durch das Ausatmen gegen die Lippen. Das Zungenbein (Hyoid) ist dabei angehoben, die Stimmritze (Glottis) geschlossen. Nichtpulmonische Laute sind dagegen die Implosive, die Klicklaute und die seltenen Ingressive.